# Ornithogalum diphyllum
Ornithogalum diphyllum är en sparrisväxtart som beskrevs av John Gilbert Baker. Ornithogalum diphyllum ingår i släktet stjärnlökar, och familjen sparrisväxter.
Artens utbredningsområde är KwaZulu-Natal. Inga underarter finns listade i Catalogue of Life.